# Андрієнко Ганна Петрівна
Ганна (Галина) Петрівна Андрієнко (6 червня 1926, село Глушки (Глушкове) Великокринківського району, тепер зняте з обліку село Глобинського району Полтавської області — 10 березня 1994, місто Глобине Полтавської області) — українська радянська діячка, головний агроном колгоспу імені Мічуріна селища Глобине Глобинського району Полтавської області. Член Ревізійної Комісії КПУ в 1971—1976 роках. Кандидат у члени ЦК КПУ в 1976—1981 роках.

## Біографія
Народилася в родині вчителя Петра Андрійовича Марченка. З 1944 року працювала в колгоспі «Перемога» Великокринківського району Полтавської області.
У 1946—1950 роках — студентка Полтавського сільськогосподарського інституту. Здобувши спеціальність агронома, за направленням працювала у зернорадгоспі «П'ятихатський» Петрівського району Кіровоградської області.
З 1957 року — агроном колгоспу імені Куйбишева селища Глобине Глобинського району Полтавської області.
Член КПРС з 1960 року.
У 1958—1982 роках — агроном, головний агроном колгоспу імені Мічуріна селища Глобине Глобинського району Полтавської області. Лектор Полтавської обласної організації товариства «Знання» Української РСР.
Була делегатом XXIII з'їзду КПРС, делегатом XXIV і XXУ з'їздів КПУ. Обиралась депутатом Полтавської обласної та Глобинської районної рад депутатів трудящих.
З 1982 року — на пенсії в селищі Глобине Полтавської області. Похована на Мічурінському кладовищі в Глобиному.

## Нагороди
- два ордени Леніна (1967, 1973)
- орден Трудового Червоного Прапора (1966)
- орден Жовтневої Революції (1976)
- золоті, срібні, бронзові медалі Всесоюзної та республіканських виставок досягнень народного господарства
- Заслужений агроном Української РСР (6.03.1965)